# Жетибай (Бокейординський район)
Жетиба́й (каз. Жетібай) — село у складі Бокейординського району Західноказахстанської області Казахстану. Входить до складу Бісенського сільського округу.
У радянські часи село називалось Джамбул або Жетібай, до 2018 року — Жамбил.
Населення — 281 особа (2021; 354 у 2009, 386 у 1999, 416 у 1989).